# Petite suite (Debussy)
La Petite suite è una composizione in quattro movimenti per pianoforte a quattro mani scritta da Claude Debussy fra il 1888 e il 1889.

## Storia
Nel 1888 Debussy, ancora legato agli impegni con il Conservatorio, terminò il terzo "envoi", la cantata La Damoiselle élue, prima opera di ampie dimensioni, ma che rifletteva ancora influenze wagneriane; nel mese di febbraio si tenne la prima esecuzione delle Ariettes oubliées che il musicista aveva scritto su versi di Paul Verlaine. Per la composizione dei due primi movimenti della Petite suite, En bateau e Cortège, Debussy si era rivolto ancora a Verlaine, prendendo due poesie dalla raccolta Fêtes galantes; da questa stessa raccolta il compositore scriverà due serie di liriche nel 1891 e nel 1904.

La poesia di Verlaine aveva un grande fascino sul musicista; Debussy ne ammirava il lirismo, le assonanze della cantabilità dei versi con la voce degli strumenti e la musicalità essenziale dei ritmi leggeri delle parole.
Nei primi giorni del febbraio 1889 il musicista terminò le altre due parti, Menuet e Ballet. Il 12 febbraio l'editore Durand pubblicò la nuova opera; la prima esecuzione avvenne, in forma privata, nel salotto dell'abitazione parigina dell'editore, il 1º marzo 1889, con Debussy e Jacques Durand come esecutori. Il musicista era soddisfatto della sua composizione tanto che, qualche tempo dopo, accompagnato da Paul Dukas, volle presentare la Suite agli allievi del corso di Ernest Guiraud al Conservatorio, eseguendola egli stesso insieme a Dukas. Fra gli allievi presenti vi era anche Henri Büsser che nel 1907 orchestrerà la suite pubblicandola sempre presso Durand.

## Struttura
La Petite suite è costituita da quattro movimenti:
- En bateau, Andantino (Sol maggiore)
- Cortège, Moderato (Mi maggiore)
- Menuet, Moderato (Sol maggiore)
- Ballet, Allegro giusto (Re maggiore)

## Analisi
La predilezione di Debussy per il pianoforte lo portò a scrivere anche diverse composizioni per duo pianistico, sia con due strumenti che a quattro mani. La Petite suite è la prima di una certa rilevanza, fra queste opere. Nel lavoro sono presenti ancora numerosi influssi, riferiti tanto alla tradizione della musica francese, soprattutto Rameau, quanto a suggestioni orientaleggianti.
Nel primo movimento, En bateau, si possono ascoltare già accenni di frasi di quello che sarà il Clair de lune, scritto l'anno successivo; la musica, con i suoi cromatismi e con i fluenti arpeggi della Parte seconda, richiama l'immagine dell'odulata superficie marina, in perfetto stile impressionista. 

Cortège presenta aspetti che ricordano la musica spagnola. In Menuet Debussy riprende Fête galante, brano scritto sette anni prima ed è una danza lenta basata su di un'alternanza maggiore-minore che conferisce alla musica eleganza e una sottile sensualità 

Chiude la suite Ballet, brano allegro e giocoso, tutto costruito sull'arabesco; la partitura, notevolmente ritmata, anticipa nei suoi accenni quasi jazzistici, il cake-walk del Children's Corner di qualche anno dopo.